# Colobosaura modesta

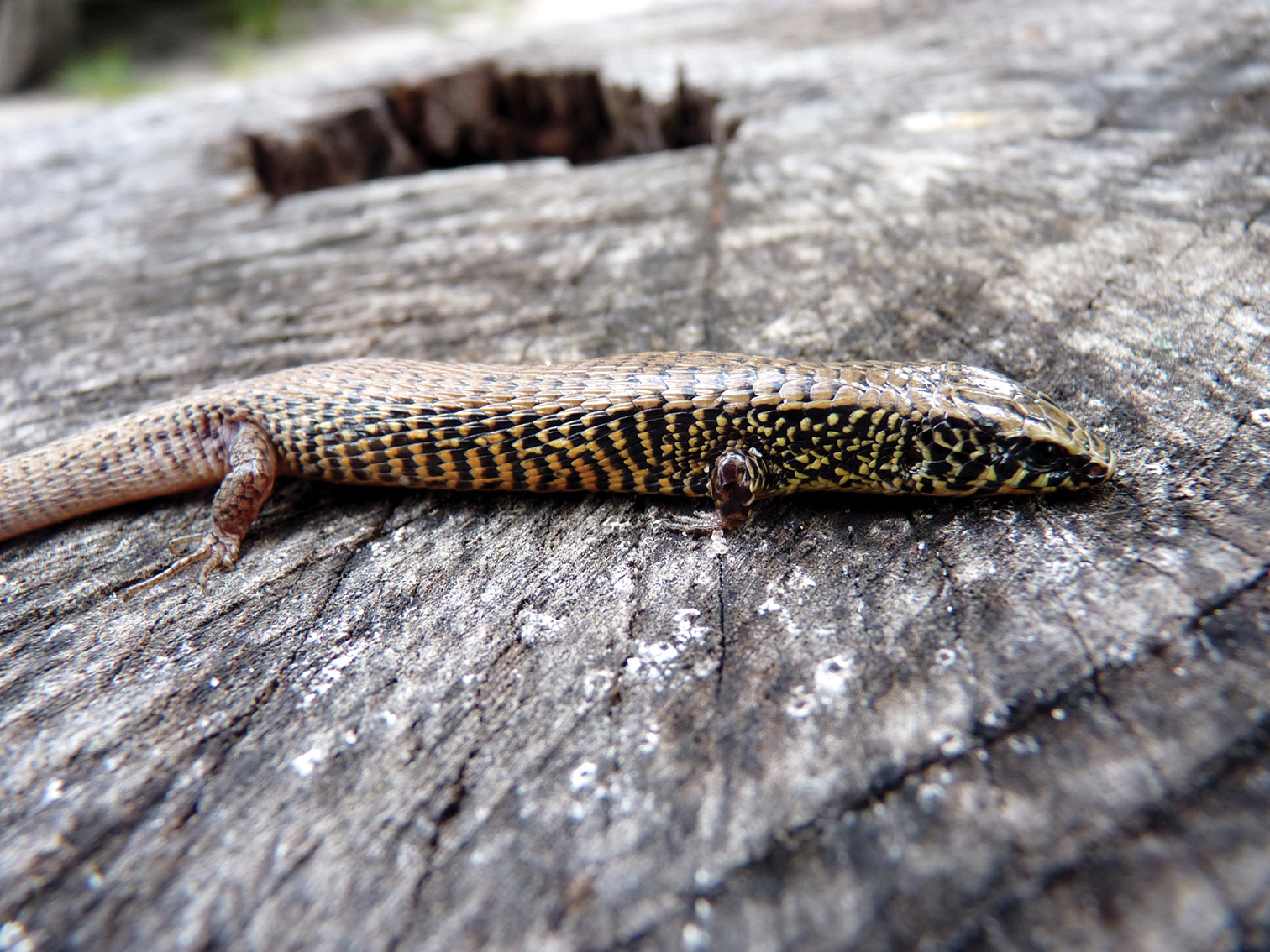
Colobosaura modesta. Autor: Paul Smith (Fauna Paraguay)] Cacciali P, Martínez N, Köhler G (2017).

Colobosaura modesta, o Colobosaura da Bahia, é uma espécie de réptil da família Gymnophthalmidae. É encontrada no Brasil e no Paraguai.

## Descrição
Colobosaura modesta ocorre em diversos estados no Brasil, sendo eles; Bahia, Ceará, Goiás, Maranhão, Mato Grosso, Rondônia, Mato Grosso do Sul, Minas Gerais, Pará, Piauí, Pernambuco, São Paulo e no Distrito Federal.

## Habitat
São espécies associadas a regiões alagadas, como planícies litorâneas e espraiamento de rios. Na Amazônia é encontrada em enclaves de cerrado e florestas de transição. Atinge até 55 mm de comprimento do corpo.